# جيمس ماديسون ولز
جيمس ماديسون ولز (بالإنجليزية: James Madison Wells)‏ هو فلاح وسياسي أمريكي، ولد في 8 يناير 1808 في الإسكندرية في الولايات المتحدة، وتوفي في 28 فبراير 1899 في مقاطعة رابيدز في الولايات المتحدة. حزبياً، نشط في الحزب الجمهوري. وقد انتخب حاكم لويزيانا ‏ (4 مارس 1865 – 3 يونيو 1867).